# Fistful of Metal
Albums de Anthrax
Spreading the Disease
(1985)
Fistful of Metal est le premier album d'Anthrax sorti en 1984.

## Titres
Toutes les pistes par Scott Ian, Dan Lilker et Neil Turbin, sauf indication.
1. "Deathrider" (Neil Turbin, Dan Spitz, Scott Ian, Dan Lilker, Charlie Benante) – 3:30
2. "Metal Thrashing Mad" (Turbin, Spitz, Ian, Lilker, Benante) – 2:40
3. "I'm Eighteen" (Alice Cooper, Glen Buxton, Michael Bruce, Dennis Dunaway, Neal Smith) – 4:02
4. "Panic" – 3:58
5. "Subjugator" (Turbin, Spitz, Ian, Lilker, Benante) – 4:38
6. "Soldiers of Metal" – 2:55
7. "Death from Above" – 5:00
8. "Anthrax" – 3:24
9. "Across the River" (Ian, Lilker) – 1:26
10. "Howling Furies" (Ian, Lilker) – 3:55

## Autour de l'album
- L'album contient une reprise d'Alice Cooper, I'm Eighteen.

## Formation
- Neil Turbin : chant
- Dan Spitz : guitare solo
- Scott Ian : guitare rythmique
- Dan Lilker : basse
- Charlie Benante : batterie